# Реакція Бухерера
Реакція Бухерера (англ. Bucherer reaction) — перетворення нафтолів у амінонафталіни та зворотний процес. Здійснюється дією водних розчинів бісульфіту й амоніаку (130—160 °С):
Систематична назва прямої реакції — аміно-де-гідроксилювання, зворотної — гідрокси-де-амінування.